# Новолабінська
Новолабі́нська — станиця в Усть-Лабінському районі Краснодарського краю, утворює Новолабінське сільське поселення.
Населення — 3,7 тис. мешканців (2002).
Станиця розташована на високому правому березі Лаби, у степовій зоні, за 18 км південно-східніше міста Усть-Лабінськ.
Станиця заснована у 1855, у складі Нової (Лабінської) лінії. До 1920 у складі Майкопського відділу Кубанської області.
До складу Новолабінського сільського поселення входить одна станиця Новолабінська.